# Gauvain
Pour les articles homonymes, voir Gauvain (homonymie).
« Gawain » redirige ici. Ne pas confondre avec Gawayn.
 (mai 2024).
 (mai 2024).
Si vous disposez d'ouvrages ou d'articles de référence ou si vous connaissez des sites web de qualité traitant du thème abordé ici, merci de compléter l'article en donnant les références utiles à sa vérifiabilité et en les liant à la section « Notes et références ».
Gauvain (Gwawin, Galvano) est un personnage de la légende arthurienne. Chevalier de la Table ronde originaire de l'archipel des Orcades, il est le neveu du roi Arthur et le fils du roi Lot d'Orcanie et de Morgause. Il est aussi le demi-frère de Mordred et l'aîné d'une fratrie de chevaliers : Agravain, Gaheris et Gareth (surnommé « Beaumains » par Keu, le sénéchal d'Arthur). On trouve plusieurs équivalents gallois de son nom (Gwalchmaie et Gwalchmei), ainsi que Gawain en franco-normand et en anglais.
Gauvain est très communément considéré comme le meilleur des chevaliers de la Table Ronde car il est fort et mesuré. C'est le chevalier modèle : en plus d'être un chevalier d'exception, il fait preuve d'une courtoisie exemplaire pour tous les autres chevaliers de son temps.

## Textes relatant les aventures de Gauvain

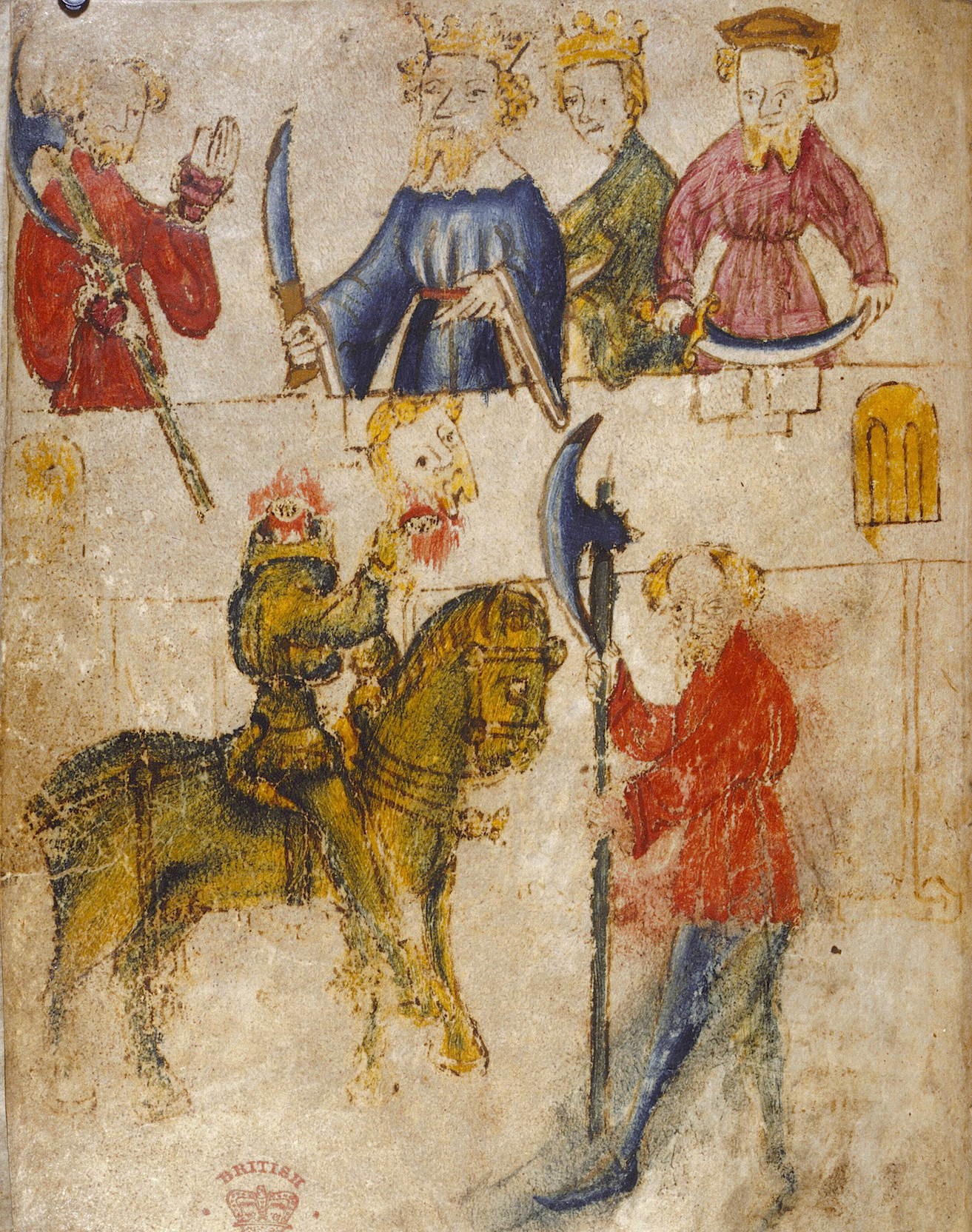
Sire Gauvain et le chevalier vert, enluminure médiévale

Plusieurs oeuvres littéraires du Moyen-Âge mettent en scène le personnage de Gauvain. On trouve des récits sur lui dans des manuscrits en gallois, anglais, latin, français, allemand,.
En gallois, Gauvain y est nommé dans les textes Gwalchmai ou Gwalchmei, en anglais Gawain, Gavin, Gawayne, Gawane.
Au XIIe siècle, des manuscrits latins du roman arthurien ou de l'histoire d'Angleterre de Guillaume de Malmesbury et Geoffroy de Monmouth mentionnent Gauvain sous le nom de Walganus.
En français, Chrétien de Troyes, à la fin du XIIe siècle, mentionne Gauvain dans plusieurs ouvrages : Érec et Énide, Cligès, Lancelot ou le Chevalier de la charrette, Yvain ou le Chevalier au lion et Perceval ou le Conte du Graal.
Deux romans en français du XIIIe siècle, Les enfances Gauvain et L'âtre périlleux ont pour thème central Gauvain.

### XIIesiècle
- Kulhwch et Olwen (écrit vers l'an 1100) - Gauvain, sous le nom de Gwalchmai, est mentionné dans ce texte celtique comme le meilleur des chevaliers de la cour d'Arthur.
- Chronique des rois d’Angleterre de Guillaume de Malmesbury (vers 1100-1125) - Guillaume de Malmesbury affirme dans ce livre qu’en 1087, au Pays de Galles, on aurait retrouvé le tombeau de Walvin (Gauvain). Gauvain et Arthur auraient eu le mérite de retarder pendant des années la décadence de leur pays face à l'invasion des Saxons.
- Histoire des rois de Bretagne de Geoffroy de Monmouth (1135-1138) - Gauvain, fils d'Anna, la sœur d'Arthur, et frère de Modred (ou Mordred), meurt dans une bataille contre ce dernier qui avait trahi Arthur en s'emparant de son royaume et en commettant l'adultère avec Guenièvre.
- Le Roman de Brut de Robert Wace (1155) - Dans cette réécriture de l'Histoire des rois de Bretagne, Walwein (Gauvain) est présenté comme un 'jeune damoiseau' preux et courtois. Il s'illustre pour la première fois lors d'un assaut d'Arthur en Norvège, et meurt lors du retour d'Arthur sur l'île de Bretagne après la trahison de Modred.
- Tristan et Iseut de Béroul (entre 1150 et 1190) - Gauvain y est mentionné comme chevalier de la cour d'Arthur, devant qui Iseut doit prouver son innocence vis-à-vis de Tristan.
- Le Lai de Lanval de Marie de France (entre 1160-1189) - Gauvain aide Lanval à être gracié par Arthur, qui le jugeait pour avoir osé dire que sa bien-aimée était plus belle que la reine.
- Érec et Énide de Chrétien de Troyes (1160-1164) - Gauvain apparaît notamment au début du roman aux côtés d'Arthur. Chrétien de Troyes vante ses qualités au détriment même d'Erec, héros de ce récit[3].
- Cligès ou la Fausse Morte de Chrétien de Troyes (1176) - Gauvain est le seul chevalier de la cour d'Arthur à résister au combat à l'épée face à Cligès de Grèce, qui, présenté comme supérieur à Tristan en matière d'armes, est parvenu à vaincre Perceval le Gallois et Lancelot du Lac.
- Lancelot ou le Chevalier de la charrette de Chrétien de Troyes (1178-1181) - Gauvain part en même temps que Lancelot à la recherche de la reine Guenièvre enlevée par Méléagant, mais il échoue au « Pont Dessous l'Eau » tandis que Lancelot traverse le « Pont de l'Épée » et le distance.
- Yvain ou le Chevalier au lion de Chrétien de Troyes (1178-1181) - Ce livre met en avant l'amitié très forte qui lie Gauvain et son cousin Yvain, qui, comme lui, aide toujours les demoiselles en détresse.
- Perceval ou le Conte du Graal de Chrétien de Troyes (1182–1190) - Dans cet ouvrage inachevé à cause, probablement, de la mort prématurée de son auteur, Gauvain évolue en parallèle de Perceval, un jeune paysan gallois en voie de devenir le chevalier capable de percer les mystères du Graal. Gauvain semble représenter le chevalier accompli que doit devenir Perceval. À la fin du récit, Gauvain est appelé à ramener la "lance qui saigne" au château du Roi Pêcheur, tandis que Perceval espère retrouver ce château pour y revoir le Graal.
- Tristrant d'Eilhart von Oberg (1170-1190) - Gauvain se lie d'amitié avec Tristan lorsque celui-ci est exilé par son oncle le roi Marc de la région de Cornouailles où vit la reine Iseut. Lors de cet exil, Gauvain organise une partie de chasse avec Tristan et d'autres compagnons de la Table Ronde aux alentours de Tintagel, pour permettre à Tristan de se rapprocher la nuit venue de sa bien-aimée.
- Peredur le fils d’Evrawc (non daté), issu de Y Tair Rhamant (Les Trois Romans) - Dans ce texte probablement inspiré de Perceval ou le Conte du Graal de Chrétien de Troyes, Gauvain incarne l'un des chevaliers de la cour d'Arthur que Peredur s'émerveille de rencontrer, au point qu'il se décide à quitter sa mère devenir lui-même chevalier.
- Le Lai de Tyolet (1190) - Gauvain ramène à la cour le jeune chevalier Tyolet, laissé pour mort par un traître qui essaie de lui ravir sa gloire en lui volant son butin, preuve de sa bravoure : le pied d'un cerf blanc arraché aux griffes de sept lions.
- Le Didot-Perceval autrement appelé le Perceval en prose de Robert de Boron (1190–1210) - Gauvain, lors d'une bataille contre les Romains pendant la tentative de conquête de Rome par Arthur, tue à lui seul mille deux cent trente soldats en un après-midi. Il meurt ensuite lors du débarquement d'Arthur au cours de son attaque contre Mordret (ou Mordred), recevant à la tête un coup d'aviron donné par un Saxon. Gauvain avait eu l'infortune de mal fixer son heaume à ce moment-là.

### XIIIesiècle
- Première continuation de Perceval (vers 1200), attribué à Wauchier de Denain - Gauvain y joue le rôle principal, il vainc son ennemi juré Guiromelant, il aide à délivrer Girflet du Castel Orgueilleux et parvient au château du Graal, où il s'endort d'épuisement au moment où il allait découvrir les secrets du Graal. Il est le seul à parvenir à prendre le dessus sur Caradoc au cours d'un grand tournoi.
- Les Enfances de Gauvain (vers 1200) - On apprend dans ce texte que Gauvain, dont la naissance a été cachée, a grandi à Rome et que sa soif de prouesses guerrières l'a finalement ramené à la cour du roi Arthur, son oncle. Il prouve sa valeur à Arthur en maîtrisant seul l'armée d'un roi dont il rapporte la tête sur sa lance.
- Le Lai du Cor (vers 1200) - Dans ce récit qui met surtout en avant le chevalier Caradoc et son amie, Gauvain apparaît discrètement et contribue notamment à empêcher le roi Arthur de tuer sa femme la reine lors d'un excès de colère.
- Owain, ou la dame à la fontaine (1200-1225), issu de Y Tair Rhamant (Les Trois Romans) - Dans ce texte, Gauvain joue le même rôle que dans Yvain ou le Chevalier au lion de Chrétien de Troyes.
- Le Chevalier aux deux épées ou Mériadeuc (1200-1225) - Alors qu'il est à la recherche de son ancien écuyer Mériadeuc, Gauvain réduit à sa merci Brian des Iles, un chevalier qui l'a un jour attaqué et laissé pour mort alors qu'il se reposait dans un pré, totalement désarmé, le tout pour prouver sa bravoure à la reine des Iles qu'il ambitionne d'épouser. À la suite de la victoire vengeresse de Gauvain, le mariage de Brian est annulé.
- Le Bel Inconnu de Renaud de Beaujeu (fin XIIe siècle, début XIIIe siècle) - Le Bel Inconnu est en fait Guinglain, le fils que Gauvain a eu avec la fée Blanchemal. Guinglain apprend au cours de ce récit qu'il est le meilleur chevalier au monde après son père, Gauvain.
- Le Songe de Rhonabwy (XIIe siècle-XIIIe siècle) - Gwalchmai (Gauvain) apparaît à la fin du récit, dans les pensées de Rhonabwy, en tant que membre d'un conseil que le roi Arthur réunit.
- Le Chevalier à l'épée (1200-1210) - Gauvain est accueilli dans le château d'un chevalier perfide, qui lui offre de partager la chambre de sa fille. Le soir même, Gauvain se retrouve donc nu, allongé aux côtés de la jeune fille également nue, mais lorsqu'il s'approche d'elle, une épée magique surgit et le blesse pour l'empêcher de parvenir à ses fins.
- Lanzelet de Ulrich von Zatzikhoven (vers 1200) - Lanzelet, qui n'est autre que Lancelot, obtient de Walwein (Gauvain), fervent défenseur de la reine Guinovere (Guenièvre), de la défendre à sa place contre le terrible Valerin. Walwein joue un grand rôle dans ce roman, dont celui d'aider Lanzelet à s'échapper d'une prison. L'orgueilleux Lanzelet, bien qu'il soit le héros du récit, n'arrivera jamais à prendre le dessus sur Walwein au combat.
- La Demoiselle à la mule ou La Mule sans frein de Païen de Maisières (1200-1210) - Après l'échec du sénéchal Keu, Gauvain, encore une fois héros de cette aventure, ramène à une demoiselle le frein de sa mule, qu'il trouve dans un château "tournant", où il survit à de rudes épreuves.
- Parzival de Wolfram von Eschenbach (1205) - Ce texte relate les mêmes événements que Perceval de Chrétien de Troyes, complétés d'une fin. Gauvain y joue donc un rôle similaire.
- Wigalois, le chevalier à la roue de Wirnt von Grafenberg (1204-1215) - Ce texte a le même contenu, à quelques détails près, que Le Bel Inconnu de Renaud de Beaujeu. Wigalois y est le fils de Gauvain.
- Méraugis de Portlesguez de Raoul de Houdenc (vers 1210) - Méraugis de Portlesguez, fils du roi Marc de Cornouailles, est donc théoriquement le cousin de Tristan. Il part à la recherche de Gauvain qui a disparu. En fait, une étrange coutume retient Gauvain prisonnier sur une île qu'il est obligé de protéger contre tout intrus qu'il doit vaincre afin d'être remplacé par celui-ci. Méraugis arrive sur cette île et doit combattre Gauvain. Vaincu par Gauvain qu'il n'avait pas reconnu sous son heaume, Méraugis l'aide alors à s'échapper de l'île en se déguisant en femme.
- La Vengeance Raguidel de Raoul de Houdenc (1200-1210) - Gauvain apprend en retirant un tronçon de lance enchanté du corps du chevalier Raguidel, qu'il est le chevalier élu pour venger ce dernier. Il chevauche alors jusqu'en Écosse où il tue Guengasoain, l'assassin de Raguidel.
- Le Lai de Mélion (dernier tiers du XIIe siècle, premier quart du XIIIe siècle) - Mélion se transforme en loup grâce à un anneau enchanté, mais à cause de sa compagne pleine de vice, il reste prisonnier dans son corps de loup. Plus tard, c'est grâce au roi Arthur et à certains de ses chevaliers comme Gauvain qu'il arrive à redevenir humain.
- Perlesvaus ou Le Haut Livre du Graal (1215-1230, date très contestée) - Ce texte est encore une variante du Perceval de Chrétien de Troyes. Perlesvaus (Perceval), Gauvain puis Lancelot sont considérés ici comme les trois meilleurs chevaliers du monde. Dans ce récit sanguinaire, pourtant dicté par un ange d'après l'auteur, Gauvain tue un descendant d’Achille en lui enfonçant son épée dans la plante du pied. On apprend par la suite que Gauvain a refusé de devenir empereur de Rome où il a grandi. Gauvain ramène au château du Graal l’épée par laquelle saint Jean aurait été décapité, mais il est plus tard incapable de demander à quoi sert le Graal. Il échoue donc dans la quête, alors que Perceval y parviendra par la suite.
- Le Roman de Jaufré (fin du XIIe siècle ou début du XIIIe siècle, vers 1215-1230) - Gauvain apparaît au début du roman, accompagné de Tristan.
- La quête du Saint-Graal (1215–1230) - Gauvain y est considéré indigne d'accomplir la quête du Saint-Graal, comme tous les chevaliers de la Table Ronde sauf Galaad, Perceval et Bohort de Gaunes.
- Gliglois (vers 1225) - Gauvain et Gliglois tombent tous deux amoureux de Beauté, une demoiselle dont Gliglois finira par obtenir l'amour.
- Lancelot-Graal ou Lancelot en prose ou Cycle de la Vulgate (vers 1225) - Gauvain fait partie des acteurs majeurs de cet immense roman, avec Hector des Mares, Lionel et Bohort, mais Lancelot en est la vedette.
- Troisième continuation de Perceval de Manessier (vers 1230) - Gauvain sauve une femme du bûcher, puis délivre Dodinel le Sauvage, accusé de meurtre. Il défait Keu, le sénéchal d'Arthur, et rachète ainsi une erreur de jadis, celle de n'avoir pas protégé un certain Silimac contre Keu, alors qu'il lui avait promis d'assurer sa protection.
- La Mort du roi Arthur (1230) - Au cours de ce récit, Lancelot du Lac sauve la reine Guenièvre du bûcher, et il tue le frère cadet de Gauvain - Gareth (ou Gahérièt). Gauvain jure alors de se venger et tue Lionel, le cousin de Lancelot. Lancelot brise le crâne de Gauvain lors d'un combat en champ clos, mais ne le tue pas. Gauvain mourra tout de même plus tard à cause de cette blessure, après avoir demandé à Arthur de se rallier à Lancelot du Lac s'il voulait vaincre Mordred, son neveu qui l'a trahi.
- La Post-Vulgate ou Suite Post-Vulgate du roman de Merlin (1230-1235) - Gauvain, ses frères et son père parcourent l'île de Bretagne en vue de rallier les rois bretons à la cause d’Arthur face aux Saxons. À la fin de ce texte Merlin, emprisonné par la fée Viviane, annonce à Gauvain qu'il est le dernier à le voir en vie.
- La suite du Merlin autrement appelé le Merlin Huth (1235-1240) - Gauvain joue encore un rôle important dans ce récit. Il passe beaucoup de temps en compagnie du géant du Morholt d'Irlande, l'oncle de la belle Iseut la Blonde. Gauvain et le Morholt sont ensorcelés et oublient leur passé en compagnie de douze sœurs à la Roche aux Pucelles ; Merlin affirme avant de mourir que seul Gaherièt, l'un des frères de Gauvain, est capable de les délivrer.
- Le Roman de Fergus de Guillaume Le Clerc (1237-1241) - Fergus est présenté par l’auteur comme le meilleur des chevaliers à l’exception de Gauvain.
- Tristan en prose (vers 1240) - Gauvain apparaît étrangement ici comme un être lâche, perfide et de piètre performance au combat, qui assassine, aidé de ses quatre frères, Lamorat de Galles, l'un des frères de Perceval.
- L'Âtre périlleux (vers 1250) - Gauvain délivre une demoiselle des mains d'un certain Escanor. Il affronte un diable dans un cimetière et vainc Brun sans Pitié, le roi de la Rouge Cité, qui force régulièrement son amie à rester des heures entières dans une fontaine d'eau glacée.

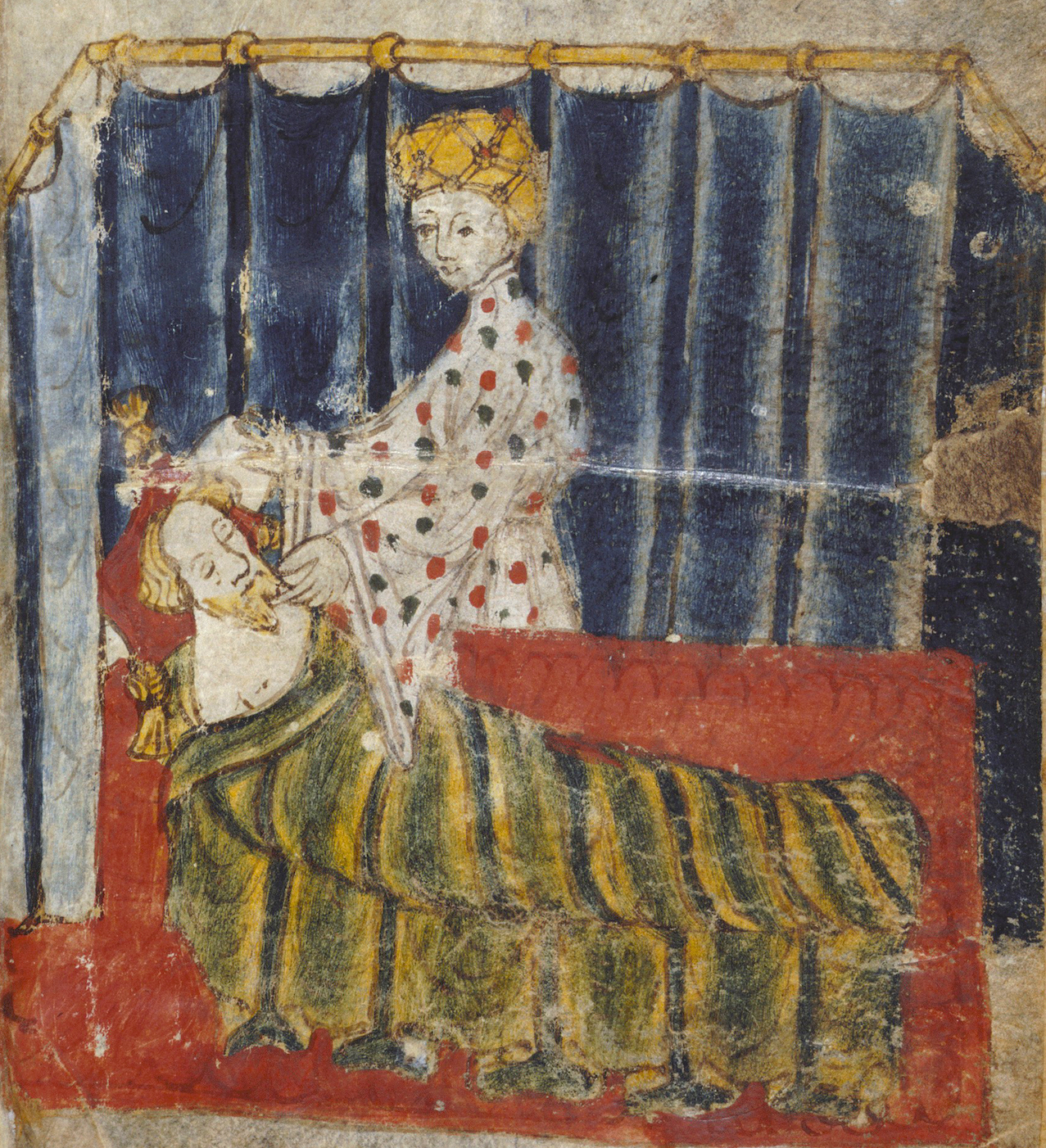
La femme de Bertilak tente Gauvain dans une enluminure du XIV illustrant Sire Gauvain et le Chevalier vert.

- Hunbaut autrement appelé Gauvain et Hunbaut (vers 1250) - Dans ce texte inachevé dont le héros est encore une fois Gauvain, Hunbaut accompagne Gauvain, envoyé par le roi Arthur pour soumettre un roi rebelle à son autorité.
- Le Roman de Moriaen (1260) - Gauvain, accompagné de Lancelot, aide Moriaen à retrouver son père Agloval (le frère de Perceval et Lamorak, qui dans les autres versions est mort) et à le ramener en Mauritanie afin qu'il épouse sa mère, une Maure qu'il a abandonnée là-bas après qu'elle a été enceinte. Gauvain est présenté ici comme un médecin extraordinaire.
- Les Merveilles de Rigomer (1250–1275) - Lancelot combat, dans la merveilleuse cité de Rigomer, en Irlande, le chevalier aux armes triples et un dragon puis par enchantement il est fait prisonnier dans la Fosse Gobïenne. Gauvain, le chevalier élu, vient ensuite mettre fin aux enchantements de Rigomer et délivre Lancelot.
- Floriant et Florete (1250-1275) - Floriant est un chevalier, ami de Gauvain, qui se marie avec Florete, la fille de Filimenis, l'empereur de Constantinople, tandis que Gauvain se marie avec Blanchardine de Hongrie.
- Histoire de Mériadoc (second quart du XIIIe siècle ou après 1277) - Gauvain est seulement mentionné comme l'un des principaux champions du roi Arthur.
- Arthur et Gorlagon (vers 1300) - Gauvain accompagne le roi Arthur chez le roi Gorlagon. Le but de cette visite pour Arthur est d'apprendre de Gorlagon la vérité sur la nature des femmes.
- Roman van Walewein (Roman de Gauvain) (XIIIe siècle) - Roman néerlandais écrit par Penninc (nom d'artiste voulant dire sans le sou) puis complété par Pieter Vostaert (probablement après le décès de Penninc). - Pendant que le roi Artur tient sa cour, apparaît un très beau échiquier fait d'or, d'ivoire et de pierreries. Il disparaît aussi soudainement qu'il est apparu. Le roi Arthur désire l'échiquier et Gauvain, après hésitations, accepte d'aller à sa quête. Il s'ensuit moult aventures à la recherche d'abord de l'échiquier, ensuite d'une épée et de deux bagues (pour les échanger contre l'échiquier), ensuite d'Ysabele d'Endi ou d'Inde (pour l'échanger contre l'épée et les bagues).

### XIVesiècle
- Sire Gauvain et le Chevalier vert (vers 1375-1400) - Gauvain y fait preuve de sa loyauté envers le roi Arthur en affrontant le Chevalier vert, un être étrange qui propose de se faire couper la tête. L'honneur de Gauvain est maintes fois mis à l'épreuve dans ce récit.

### XVesiècle
- Le Morte d'Arthur ou La Mort d’Arthur ou Le Roman du roi Arthur et de ses chevaliers de la Table Ronde de Thomas Malory (1471) - Cette réécriture de la légende arthurienne met en scène Gauvain dans le rôle qu'il détient dans le roman de Tristan en prose.

## Les amours de Gauvain

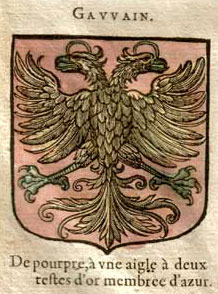
Blason attribué à Gauvain par Hiérosme de Bara dans le Blason des Armoiries (XVI).

Gauvain est un chevalier connu pour son courage à secourir les femmes en danger.
On le voit libérer une demoiselle enlevée dans un banquet à la cour du roi Arthur en retrouvant et combattant Escanor de la Montagne.
Dans un cimetière, l’âtre périlleux, il sauve une demoiselle prisonnière d’un diable.
Il combat également le chevalier Bréhauz qui a supplicié une demoiselle dans une source froide et libère l’amie de Cadrès d’un mariage forcé.
Séduisant et aimé des femmes, Gauvain est souvent présenté dans la littérature comme un modèle de courtoisie mais qui ne s'engage pas.
Dans Le Chevalier au Lion, il se propose de servir Lunete, la suivante de Laudine.
Dans le Conte du Graal, la sœur du roi d’Escavalon répond à ses avances.
Une fillette, la Jeune Fille aux Manches Étroites, cadette du seigneur Thiébaut, lui demandera d’être son champion dans un tournoi contre l’ami de sa sœur aînée, Méliant de Lis, dont elle est jalouse.
Dans la Première Continuation de Perceval, on voit la Demoiselle du Lis tomber amoureuse de lui sans l’avoir jamais vu tant sa réputation est grande. Elle s'offre à lui lorsqu'elle le rencontre.
La dame de Beloé perdra la vie à cause de son amour pour Gauvain. On apprend dans La Mort le roi Arthur que, lorsqu’elle apprend la mort de Gauvain, elle s’évanouit après avoir déclaré n'avoir jamais aimé un autre homme que lui. Jaloux, son mari, tuera son épouse penchée sur la dépouille de Gauvain.
Le chevalier à l’épée dévalorise en revanche le personnage de Gauvain en le dépeignant comme superficiel et vaniteux et le ridiculise en lui attribuant une épouse infidèle.

## Renommée
Gauvain semble bien peu connu de nos jours, sa légende vivant dans l'ombre de celle de Lancelot du Lac, de Perceval ou du roi Arthur lui-même.
Gauvain est pourtant le héros de la plupart des aventures de la Table Ronde, et il est présenté dans presque tous les livres comme le parangon de la vertu chevaleresque. Il est très souvent dépeint dans les textes médiévaux comme un modèle de courtoisie et le champion par excellence des demoiselles en détresse. Il n'est d'ailleurs attaché à aucune femme en particulier, étant le défenseur (et, dans plusieurs récits, l'amant) des femmes en général. Son échec dans les aventures du Graal et dans les quêtes spirituelles en général peut être attribué à cette réputation de chevalier trop galant faisant passer les valeurs et les plaisirs matériels avant la religion.
Dans des livres connus comme la Quête du Saint Graal, le Lancelot en prose, et surtout le Roman du roi Arthur et de ses chevaliers de la Table Ronde de Thomas Malory dont la notoriété est portée par la naissance de l'imprimerie, Gauvain est un personnage d'arrière-plan, contrairement aux textes les plus anciens.
Des études modernes ont recherché dans les récits sur Gauvain un substrat mythologique,.
Gauvain porte fréquemment l'épée du roi Arthur : Excalibur. Gauvain est le cousin d'Yvain qui est également pour lui un ami très cher. Gauvain est le seul chevalier de la cour d'Arthur, avec Yvain parfois, que l'on nomme monseigneur . Son cheval se nomme Gringalet. Gauvain a la particularité de voir sa force croître avec le soleil, celle-ci étant à son paroxysme aux heures de midi, avant de diminuer jusqu'à la tombée de la nuit.[réf. nécessaire]

## Gauvain dans les œuvres culturelles hors littérature

### Cinéma
Au cinéma, il apparaît dans des rôles secondaires sous les traits de Robert Urquhart dans Les Chevaliers de la Table ronde, sorti en 1953, ceux de Robert Gwyn Davin dans Lancelot, le premier chevalier, sorti en 1995, et ceux de Joel Edgerton dans Le Roi Arthur, sorti en 2004.
Dans les deux versions adaptées de la bande dessinée Prince Vaillant, celle de 1954 et celle de 1997, il est respectivement interprété par Sterling Hayden et Anthony Hickox.
Liam Neeson joue son rôle dans Excalibur, sorti en 1981, où il apparaît sous un jour plutôt négatif de chevalier manipulé par Morgane.
Il a un rôle plus important dans deux films français des années 1970, Lancelot du Lac de Robert Bresson (où il est interprété par Humbert Balsan), et Perceval le Gallois d'Éric Rohmer (où il est interprété par André Dussollier).
Il n'y a guère que dans L'Épée du vaillant (1984, de Stephen Weeks) et The Green Knight (2021, de David Lowery) que Gauvain a le rôle principal (sous les traits respectivement de Miles O'Keeffe et de Dev Patel).

### Télévision
À la télévision, Gauvain est un personnage secondaire mais récurrent dans la série télévisée humoristique Kaamelott, où, joué par Aurélien Portehaut, il forme un duo comique avec son ami Yvain, joué par Simon Astier, le frère d'Alexandre.
Dans la série britannique Merlin, Gauvain, joué par Eoin Macken, y apparaît sous le nom de Gwaine (dans la version originale) à partir de la saison 3, homme d'épée solitaire défiant toute autorité, à la fois voyou, charmeur et habile combattant et gai luron.
Dans la première saison de la série télévisée Camelot, inspirée par Le Morte d'Arthur et diffusée en 2011, Gauvain, joué par Clive Standen, est l'un des personnages principaux.

### Bande dessinée et manga
En 2000, David Chauvel et Jérôme Lereculey lui consacrent un tome de la série Arthur en bande dessinée, intitulé Gwalchmei le héros.
Dans le manga Seven Deadly Sins, qui s'inspire fortement du mythe arthurien, on trouve le personnage d'Escanor, le Lion de l'Orgueil, un ennemi de Gauvain dans les légendes.
Dans la suite Four Knights of the Apocalypse, Gauvain, ou Gawain, est présent comme Chevalier de la Famine des Quatre Chevaliers de l'Apocalypse. Il est représenté par un personnage féminin aux cheveux bleus, la nièce du Roi Arthur, dont le pouvoir magique est le soleil et son équipement l'épée Rhitta, une arme magique au fonctionnement similaire à celui de la hache divine d'Escanor.

### Jeux vidéo
Dans le jeu vidéo Sonic et le Chevalier noir, Gauvain est un personnage important de l'histoire ici incarné par Knuckles l'Échidné, il est dans le scénario principal un des chevaliers de la table ronde aux côtés de Lancelot du Lac et de Perceval, Lamorak et Galaad sont également présents mais uniquement dans le mode multijoueur, les autres chevaliers sont absents. Comme dans les romans, Gauvain est le rival de Lancelot.
Dans le jeu Fate/EXTRA, il apparaît en tant que Servant d'un antagoniste du jeu. Il apparaît de manière plus prononcée dans l'adaptation animée, Fate/EXTRA Last Encore, où il est le dernier servant à battre pour les deux protagonistes. Il apparaît dans le jeu mobile Fate/Grand Order en tant que servant de classe Saber, que le joueur peut invoquer. L'adaptation animée d'un des chapitres, Fate/ Grand Order : Camelot (dont la sortie est prévue pour 2020), il possède un rôle décisif.

### Comédie musicale
Dans la comédie musicale La Légende du roi Arthur, Gauvain est vu comme l'un des chevaliers les plus proches du roi Arthur. C'est lui qui l'entraîne après qu'il a sorti l'épée Excalibur de la roche et qui assure sa sécurité, il refuse néanmoins de l'adouber, ne s'en estimant pas assez digne. C'est également lui qui part à la recherche du chevalier Lancelot lorsque Guenièvre est kidnappée par Méléagant et qui tente de l'empêcher de monter sur la charrette. Par la suite, il tente d'empêcher Lancelot de rejoindre Guenièvre en secret car il sait que c'est un piège orchestré par Morgane, il ne cherche pas à protéger Lancelot mais Arthur, car il sait que cette découverte risque de détruire ce dernier.

## Hommage
L'astéroïde (2054) Gauvain, découvert en 1960, est nommé en son honneur.